# Acronicta tiena
Acronicta tiena là một loài bướm đêm trong họ Noctuidae.